# Connor Garden-Bachop
Connor Garden-Bachop (Nueva Zelanda; 19 de abril de 1999 – 17 de junio de 2024) fue un jugador de rugby neozelandés que jugó en las posiciones de wing y fullback.

## Carrera
Connor Garden-Bachop nació el 19 de abril de 1999. Estudió en el Scots College de Wellington antes de incorporarse al Canterbury en la Mitre 10 Cup y posteriormente al Wellington en 2019. Fue fichado por los Highlanders en 2020 y debutó contra los Crusaders en 2021. En sus primeros cinco partidos de Super Rugby anotó tres tries.

### Club
| Periodo   | Club              | Apariciones | Puntos |
| --------- | ----------------- | ----------- | ------ |
| 2018      | Canterbury Rugby  | 3           | 10     |
| 2019–2021 | Wellington Lions  | 19          | 25     |
| 2021–2024 | Highlanders Rugby | 30          | 30     |

### Selección nacional
Jugó para los Māori All Blacks en dos ocasiones en 2022.

## Muerte
Connor Garden-Bachop murió el 17 de junio de 2024 a los 25 años como consecuencia de un evento médico.